# Fregim
Fregim es una fregesía portuguesa del municipio de Amarante, con 8,47 km² de área y 2 507 habitantes (2001). Densidad pobalcional: 296,0 hab/km².
- Datos: Q1023224
- Multimedia: Fregim / Q1023224